# Sounds (Hörfunksendung)
Sounds! ist eine Musiksendung des Schweizer Radiosenders SRF 3, die vor allem Neuheiten präsentieren will. Sie läuft dienstags bis freitags von 20 bis 23 Uhr und am Montag von 21 bis 23 Uhr. Es werden die verschiedensten Stilrichtungen von Indie-Rock, Folk, Singer/Songwriter über Pop bis zu Electronica und Hip-Hop gespielt.
Sounds existiert seit 1976. Zunächst als Nische für junge Musik auf DRS 2 (heute Radio SRF 2 Kultur), wurde Sounds! bei der Gründung von DRS 3 (heute Radio SRF 3) 1983 ins neue Programm integriert. Mit dem Slogan "'Sounds!' isch d'Sändig, wo üs vor em Fernsehprogramm rettet" umschrieb die Sendung ihr Konzept als Liebe zum Radio und zu neuer Musik. Bei der Neuorientierung von DRS 3 2002 kippte die Sendung aus dem Programm und lief fortan auf dem jungen DRS Virus (heute Radio SRF Virus). Aufgrund von Protesten kehrte Sounds jedoch zurück ins Programm von DRS 3 und wurde parallel auf beiden Sendern ausgestrahlt. Seit der Neustrukturierung 2006 von Virus läuft die Sendung wieder nur auf Radio SRF 3. Im März 2022 wurde der Musikabend bei SRF 3 reorganisiert. Daher wurden die Musikspecials aus dem Programm gekippt und Sounds! läuft seither Dienstag bis Freitag 3 Stunden und montags 2 Stunden mit regelmässigen Einschaltungen diverser Musikexperten wie Dominic Dillier, Claudio Landolt, John Bürgin, Gregi Sigrist und Pablo Vögtli. Ausserdem in der Sendung zu hören ist Hanspeter Düsi Künzler, welcher sporadisch neue Musik aus London vorstellt.
In der Sendung wird pro Woche die „Sounds!-Platte der Woche“ vorgestellt. Oft werden auch sogenannte „Sounds!-Klassiker“ gespielt: Songs aus der näheren Vergangenheit mit einem Bezug zu den neu vorgestellten Stücken. Neben Musik bietet Sounds in unregelmäßigen Abständen auch Interviews mit Künstlern und Bands sowie weitere Specials. Zudem hat die Redaktion der Sendung in den Jahren 2003 und 2005 die Compilation-CDs Sounds! Volume One und Sounds! Volume Two herausgegeben.
Moderiert und redaktionell geführt wird die Sendung von Lea Inderbitzin, Andi Rohrer und Luca Bruno. Bis April 2017 war Urs Musfeld Redaktionsleiter der Sendung. Nach 40 Jahren redaktioneller Tätigkeit trat Musfeld in den Ruhestand. Nach über 30 Jahren trat Matthias Erb als langjähriger Moderator der Sendung Ende März 2022 in den Ruhestand. 